# Liste extrasolarer Planeten
In der folgenden Übersicht (Liste der Exoplaneten) sind alle Teillisten bezüglich extrasolarer Planeten aufgeführt, die durch voneinander unabhängige Beobachtungen mithilfe verschiedener Detektionsmethoden erfasst worden sind. Zählt man die unbestätigten Objekte hinzu, wie sie in der EPE genannt werden, so sind mit dem Stand vom 14. März 2023 in 3935 extrasolaren Planetensystemen 5337 Exoplaneten bekannt, wobei 856 Systeme mit mehreren Planeten beobachtet wurden. Zudem sind, den Angaben der NASA zufolge, in 3969 Systemen 5300 bestätigte Planeten bekannt, von denen über 195 den Erdähnlichen zugeordnet wurden.

## Extrasolare Planeten
| Teillisten                                               |                                                                         |                                                       |                                                                              |                                                             |                                                                          |
| Detektionsmethode                                        |                                                                         |                                                       |                                                                              |                                                             |                                                                          |
| Liste mithilfe der Transitmethode entdeckter Exoplaneten | Liste mithilfe der Radialgeschwindigkeitsmethode entdeckter Exoplaneten | Liste mithilfe der Astrometrie entdeckter Exoplaneten | Liste mithilfe der Gravitational-Microlensing-Methode entdeckter Exoplaneten | Liste mithilfe des Timing-Verfahrens entdeckter Exoplaneten | Liste mithilfe der direkten Beobachtung (Imaging) entdeckter Exoplaneten |